# 関東國粹会
- 関東國粹会
- 關東國粹會
- 関東国粋会

関東国粋会（かんとうこくすいかい）は、戦前の日本の右翼団体である。

## 概要

### 結成
1919年（大正8年）、梅津勘兵衛を親分として設立。形式上は同年11月に結成された大日本国粋会の関東本部であったが、実質は独立団体で、大日本国粋会より設立が早い。地盤は関東（山梨・栃木を除く）で会員数は約1万人であった。
1920年（大正9年）1月15日、大日本国粋会結成の呼び掛け人であった、京都伏見の任侠・西村伊三郎（砂子川）が死去。
1921年（大正10年）1月、河合徳三郎が離反して大和民労会を設立。
1922年（大正11年）、会長人事のもつれから、大日本国粋会本部と不和になり独立を宣言。

### 関東大震災による混乱
1923年（大正12年）9月1日に起きた関東大震災による混乱から大日本国粋会は総本部を京都に移したが、大日本国粋会総本部と関東国粋会は地盤（縄張り）をめぐる内紛となる。
1927年（昭和2年）10月、大日本国粋会と地盤協定をして一応の和解をし、大日本国粋会は総本部を東京へ戻した。さらに翌1928年（昭和3年）1月、警視庁官房主事の大久保の斡旋で正式に手打ちとなる。以後、大日本国粋会と関東国粋会は「不即不離」の関係となった。

### 春秋園事件と板垣会館建設
1932年（昭和7年）1月6日、力士・天竜が大日本相撲協会の体質改革を目指して春秋園事件を起こすと、大日本相撲協会は、1月12日、関東国粋会に調停を依頼。相撲協会に造反した新興力士団30名が2組になって一斉に断髪式を行い、切り落とした髷を白紙に包み後援会員が代表して関東国粋会の本部へ陳謝状と共に届けた。この時、天竜本人への調停は不調に終わり、天竜らはその後、大阪角力協会（大日本関西相撲協会）を立ち上げるが、次第に苦境に立つ。天竜は、自分に従って東京角力協会を離脱した若い衆たちの協会復帰を模索。1936年（昭和11年）、大東流合気柔術の継承者・久琢磨を通じて国粋会の顧問・頭山満に会い、関東国粋会会長へ詫びを入れた上で出羽海への仲介を依頼。頭山はこの取り纏めを引受ける条件として、高知・板垣会館の建設資金捻出のため大阪で「板垣伯報恩相撲」を興行するよう要請。その結果、1937年（昭和12年）1月17日、天竜らは梅田阪急百貨店横に特設された土俵で「板垣伯報恩相撲」を興行し資金を送った。同年4月6日、板垣会館は頭山満を主賓に迎えて落成し、天竜らも同年夏場所を最後とし、12月に大阪角力協会（大日本関西角力協会）を解散。天竜は若い衆を大日本相撲協会へ復帰させ、自らは責任を取って廃業した。しかし、天竜は若い衆を守り、自らは潔く責任を取って廃業した事から、逆にその舎弟思いの気風が買われ、1941年（昭和16年）、相撲協会に復帰し顧問に就任した。

## 補註
1. 1 2  『愛国団体一覧表』
2. ↑  “『板垣精神 : 明治維新百五十年・板垣退助先生薨去百回忌記念』”.  一般社団法人板垣退助先生顕彰会 (2019年2月11日). 2021年8月1日閲覧。
3. ↑  『頭山精神』藤本尚則著
4. ↑  『相撲史その2』